# Love Is Only a Feeling
"Love Is Only a Feeling" är en låt av det brittiska rockbandet The Darkness. Låtens gavs ut som fjärde och sista singel från debutalbumet Permission to Land, och den femte singeln totalt, den 22 mars 2004. Dessförinnan hade den givits ut på bandets första EP, I Believe in a Thing Called Love, den 12 augusti 2002. Låten skrevs av Ed Graham, Dan Hawkins, Justin Hawkins och Frankie Poullain och spelades in 2002, främst i Chapel Studios i Lincolnshire, tillsammans med producenten Pedro Ferreira.
"Love Is Only a Feeling" befäste The Darkness stjärnstatus i Storbritannien 2004 då den blev gruppens tredje raka singel att nå topp 5, efter utgivningarna av "I Believe in a Thing Called Love" och "Christmas Time (Don't Let the Bells End)". Singeln tog sig också in på listorna i Irland, Nya Zeeland och Australien där den nådde platserna 10, 22 och 35. I Sverige tog sig låten upp på plats 55 på Sverigetopplistan.

## Historia

### Bakgrund
Låten skrevs av Justin Hawkins, Dan Hawkins, Frankie Poullain och Ed Graham någon gång mellan det att gruppen bildades 2000 och slutet av år 2001. En demo av låten skickades till The Tip Sheet och blev där, i början av år 2002, utnämnd till veckans demo. Den 12 augusti 2002 släpptes låten officiellt för första gången på bandets första utgivning, EPn I Believe in a Thing Called Love. Låten spelades in i Chapel Studios i Lincolnshire och Paul Smith Music Studios i London under 2002 och producerades av Pedro Ferreira. Gitarristen Dan Hawkins spelade in 13 akustiska gitarrer för att få till det bouzouki-liknande ljudet i låten.

### Utgivning och mottagande
Att "Love Is Only a Feeling" skulle ges ut som singel bekräftades av The Darkness officiella webbplats den 23 februari 2004. Man meddelade samtidigt att utgivningsdatumet var 22 mars 2004 och att den skulle ges ut genom skivbolagen Must Destroy Music och Atlantic Records. Till en början var tanken dock, enligt Dan Hawkins, att låten skulle ges ut som uppföljare till "I Believe in a Thing Called Love" vid julen 2003. Detta blev dock aldrig av då man istället gav ut jullåten "Christmas Time (Don't Let the Bells End)". "Love Is Only a Feeling" gavs ut som CD, DVD och vinylskiva. På CD-utgåvan återfanns låtarna "Planning Permission" och "Curse of the Tollund Man" som B-sidor, medan "Planning Permission" är den enda B-sidan på vinylutgåvan. På DVD-singeln finns en kort "behind the scenes"-video samt en liveversion av "Get Your Hands off My Woman", inspelad på Astoria Theatre i London den 11 november 2003.
På den brittiska singellistan blev "Love Is Only a Feeling" bandets tredje i singel i följd att ta sig upp på topp 5. Den debuterade på just plats fem och har totalt tillbringat elva veckor på topp 100 i Storbritannien. Efter åtta veckor på listan lämnade den topp 100, innan den senare återkom vid två tillfällen: först under en vecka i augusti, och därefter under två veckor i november samma år. I Irland nådde låten plats 10, medan den i Nya Zeeland och Australien nådde plats 22 respektive plats 35. På Sverigetopplistan nådde låten plats 55 som bäst.

### Musikvideo

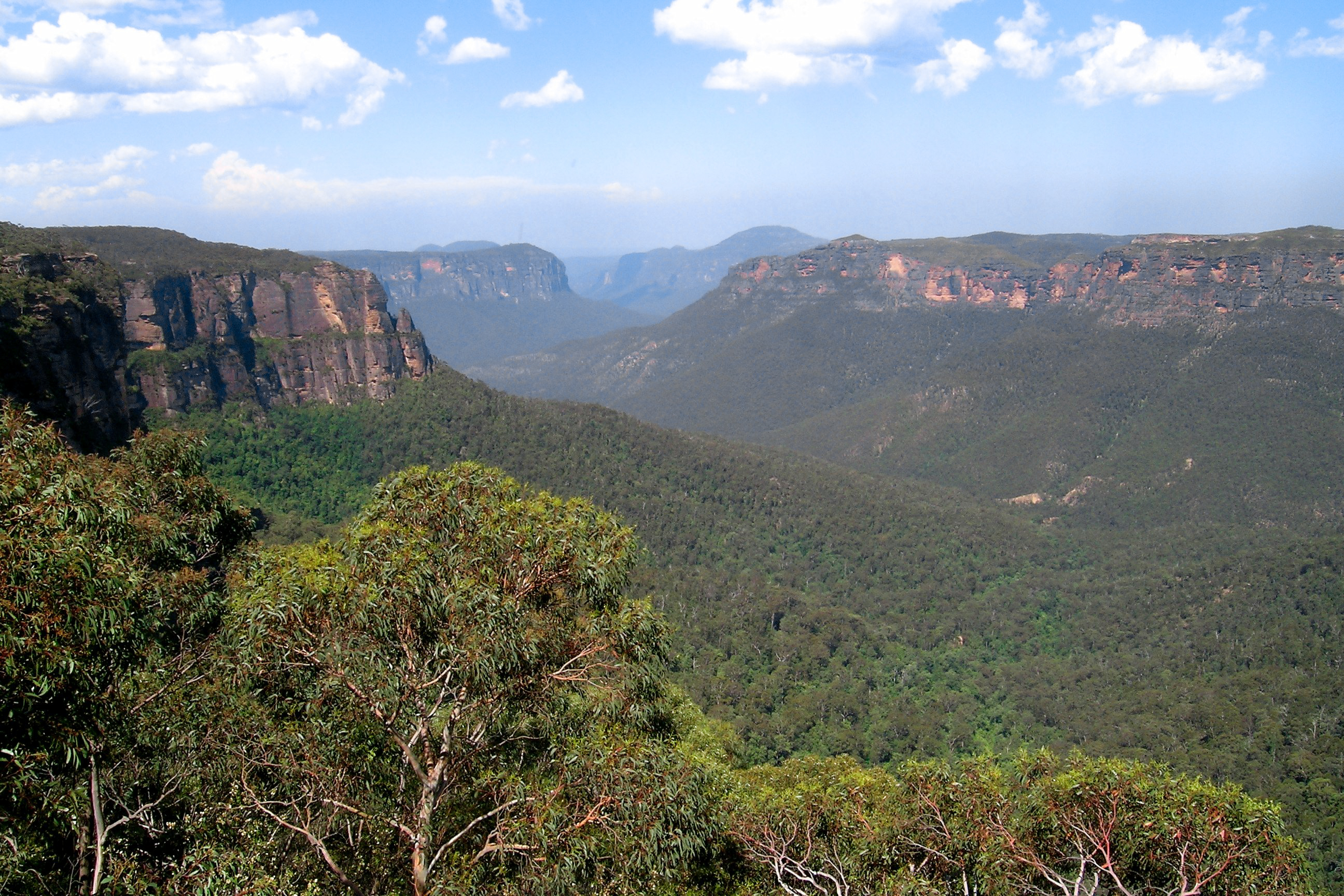
Låtens video spelades in på Blue Mountains i Australien.

Musikvideon regisserades av Alex Smith, som tidigare regisserat bandets videor till "Growing on Me", "I Believe in a Thing Called Love" och "Christmas Time (Don't Let the Bells End)". Videon visar bandet när de framför låten på Blue Mountains i Australien. Den spelades in i samband med gruppens första turné i landet i januari och februari 2004. Smith har jämfört videon med bland andra Jon Bon Jovis "Blaze of Glory".
I boken Dancing in the Darkness berättade Poullain att han hade en idé till musikvideon som kunde liknas vid en blandning av Gullivers resor, Älskling, jag krympte barnen samt Mad Max bortom Thunderdome. I videon skulle rymdfarkosten som syns på omslaget av Permission to Land, och varit med i flera av bandets tidigare videor, krympt till storleken av en leksak och kraschlandat i Australien och därefter blivit terroriserat av en gigantisk känguru. Skivbolaget stoppade dock detta.

## Låtlista
Alla låtar är skrivna och komponerade av Justin Hawkins, Dan Hawkins, Frankie Poullain och Ed Graham. 
| 1. | Love Is Only a Feeling   | 4:20 |
| 2. | Planning Permission      | 2:26 |
| 3. | Curse of the Tollund Man | 3:08 |

| 1. | Love Is Only a Feeling | 4:20 |
| 2. | Planning Permission    | 2:26 |

| 1. | Love Is Only a Feeling (music video)              | 4:31 |
| 2. | Behind the scenes (video)                         | 1:59 |
| 3. | Get Your Hands off My Woman (live at the Astoria) | 4:33 |

## Medverkande
| The Darkness - Ed Graham — trummor - Dan Hawkins — gitarr - Justin Hawkins — sång, klaviatur, gitarr - Frankie Poullain — bas | Produktion - Pedro Ferreira — produktion, ljudtekniker, mixning - Ian Johnsen — omslagslayout - Scarlett Page — foto - Alex Smith — regi ("Love Is Only a Feeling") - Lucy Manning — styling - Russell Thomas — regi ("Get Your Hands off My Woman") - Jim Parsons — produktion ("Get Your Hands off My Woman") |

## Listplaceringar och certifikat
| Land           | Organisation | Topplacering |
| -------------- | ------------ | ------------ |
| Australien     | ARIA         | 35           |
| Irland         | IRMA         | 10           |
| Nya Zeeland    | RMNZ         | 22           |
| Sverige        | IFPI         | 55           |
| Tyskland       | BVMI         | 95           |
| Storbritannien | BPI          | 5            |